# Potamotrygon brachyura
Potamotrygon brachyura és una espècie de peix pertanyent a la família dels potamotrigònids.

## Descripció
- Fa 95 cm de llargària màxima i 208 kg de pes.[6][7]

## Hàbitat
És un peix d'aigua dolça, demersal i de clima temperat.

## Distribució geogràfica
Es troba a Sud-amèrica: el Brasil, l'Argentina, el Paraguai i l'Uruguai, incloent-hi els rius Paranà, Paraguai, Cuiabá i Uruguai.

## Estat de conservació
Les seus principals amenaces són la degradació del seu hàbitat per la construcció de preses al riu Paranà, les centrals hidroelèctriques, la construcció de diversos ports al llarg dels rius, les activitats agrícoles i ramaderes, i la contaminació de l'aigua.

## Observacions
És inofensiu per als humans.